# Le Luc
Le Luc település Franciaországban, Var megyében. Lakosainak száma 11 124 fő (2022. január 1.). Le Luc Cabasse, Le Cannet-des-Maures, Flassans-sur-Issole, Gonfaron, Les Mayons és Le Thoronet községekkel határos.

## Népesség
A település népességének változása:
| Lakosok száma | 10 183 | 10 821 | 11 079 | 11 067 | 11 008 | 11 094 | 11 058 | 11 053 | 11 124 |
|               | 2013   | 2015   | 2016   | 2017   | 2018   | 2019   | 2020   | 2021   | 2022   |